# Титов, Юрий Евлампиевич

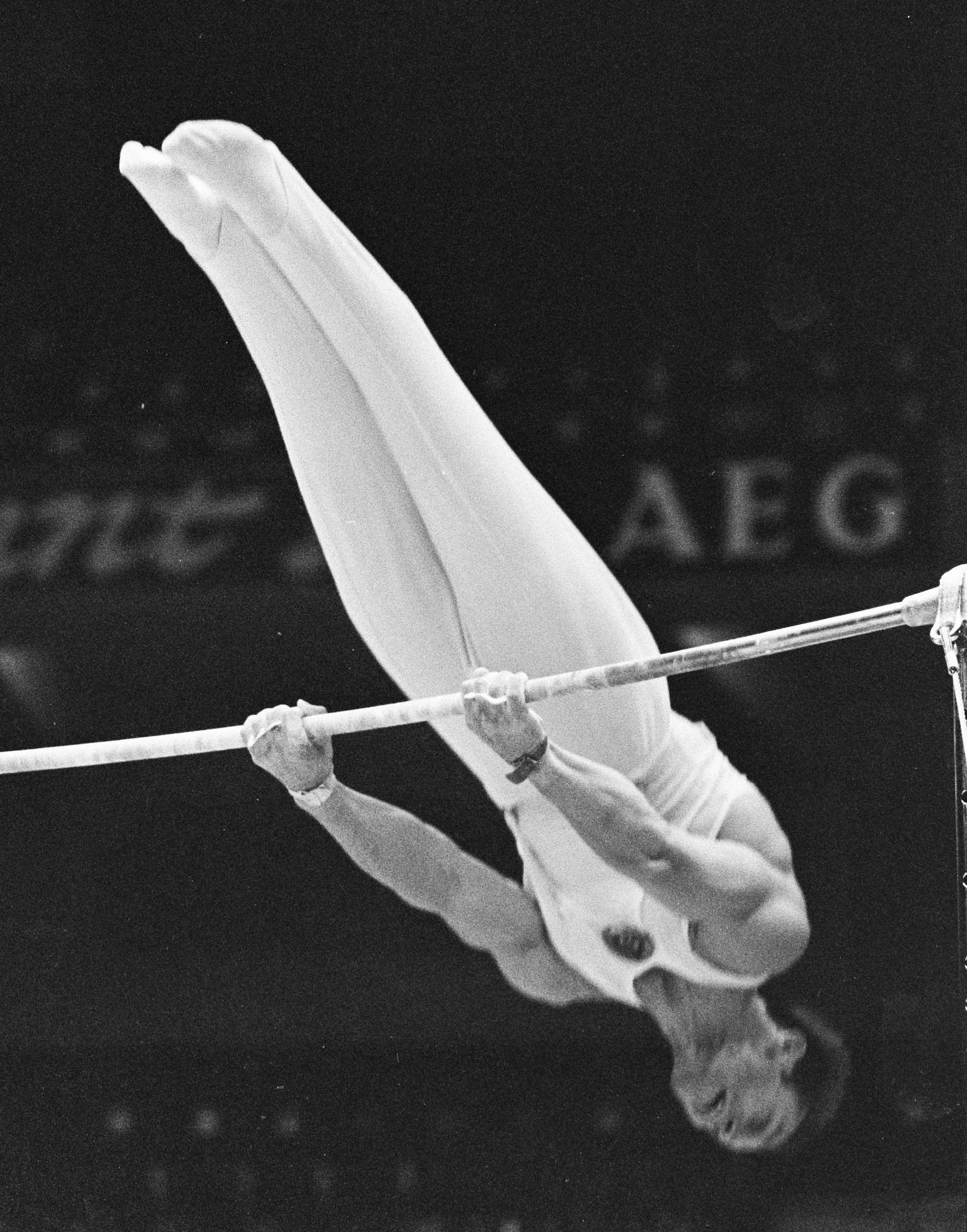
Юрий Титов, 1966

Ю́рий Евла́мпиевич Тито́в (род. 27 ноября 1935, Омск, СССР) — советский гимнаст, советский и российский тренер и спортивный функционер, чемпион Олимпийских игр, четырёхкратный чемпион мира, восьмикратный чемпион Европы. Мастер спорта СССР (1956). Заслуженный мастер спорта СССР (1956), заслуженный тренер СССР, судья международной категории (1968). Президент Международной федерации гимнастики (1976—1996).

## Биография
Родился 27 ноября 1935 года в Омске. В 1944 году вместе с семьёй переехал в Киев, где в возрасте 14 лет начал заниматься спортивной гимнастикой под руководством Евгения Ярохина.
В 1953 году, окончив среднюю школу, поступил в Киевский политехнический институт, где проучился два года и бросил. В 1959 году окончил Киевский государственный институт физкультуры, в 1962 году его аспирантуру, а в 1978 году — Высшую партийную школу.
В составе сборной СССР по спортивной гимнастике Юрий Титов был участником летних Олимпийских игр 1956 года в Мельбурне, 1960 года в Риме и 1964 года в Токио. В 1956 году Юрий Титов стал Олимпийским чемпионом в командном первенстве. В 1960 и 1964 годах становился серебряным призёром Олимпийских игр в командном первенстве. Юрий Титов — серебряный призёр Олимпийских игр в вольных упражнениях (1960), в упражнении на перекладине (1956, 1964), бронзовый призёр в многоборье (1956, 1964) и в опорном прыжке (1956).
Юрий Титов — абсолютный чемпион мира (1962), чемпион мира в командных соревнованиях (1958), в опорном прыжке (1958) и в упражнениях на кольцах (1962).
Юрий Титов — абсолютный чемпион Европы (1959), чемпион Европы в упражнениях на коне (1959), на кольцах (1959 и 1961), в опорных прыжках (1957 и 1959), на брусьях (1959), на перекладине (1961).
Юрий Титов — абсолютный чемпион СССР (1958 и 1961), чемпион СССР в вольных упражнениях (1959), на кольцах и перекладине (1961), в опорных прыжках (1958 и 1960). Представлял общество «Буревестник».
В 1966 году Юрий Титов завершил свою спортивную карьеру. Всего на Олимпийских играх, на чемпионатах мира и Европы он завоевал 33 медали, из них 11 золотых.
Член КПСС с 1969 года. После окончания спортивной карьеры работал начальником управления гимнастики Комитета по физической культуре и спорту при Совете Министров СССР.
С 1976 по 1996 годы Юрий Титов был президентом Международной федерации гимнастики (FIG). После сложения полномочий действующего президента, Юрий Титов был избран Почётным президентом Международной федерации гимнастики. Будучи президентом Международной федерации гимнастики, Юрий Титов способствовал тому, что олимпийскими видами спорта стали художественная гимнастика и прыжки на батуте (прыжки на батуте были включены в программы Олимпиад в 2000 году).
Юрий Титов — член МОК (1995—1997).
В декабре 2004 года Юрий Титов был избран президентом Федерации спортивной гимнастики России. В этой должности он проработал до января 2006 года. С января 2006 года Юрий Титов — вице-президент и гостренер Федерации гимнастики России.
Юрий Титов — автор книг «Сумма баллов» (1971), «Восхождение: гимнастика на Олимпиадах» (1978), «Записки президента» (1983).
Был женат на Валерии Кузьменко-Титовой.

## Награды
- 2 ордена Трудового Красного Знамени (16.09.1960, за успешные выступления в XVII летних и VIII зимних Олимпийских играх 1960 года, а также за выдающиеся спортивные достижения[4], 1980)
- Орден Дружбы народов (1976)
- Орден «Знак Почёта» (27.04.1957) — «за успехи, достигнутые в деле развития массового физкультурного движения в стране, повышения мастерства советских спортсменов, и успешное выступление на международных соревнованиях»
- Серебряный Олимпийский орден МОК (1991)
- почётный знак «За заслуги в развитии физической культуры и спорта» (2000)

## В изобразительном искусстве
Юрий Титов изображён на картине «Гимнасты СССР» академика Российской академии художеств Дмитрия Жилинского.